# A Gentleman of France (film, 1905)
Pour les articles homonymes, voir A Gentleman of France.
Pour plus de détails, voir Fiche technique et Distribution.
A Gentleman of France est un film muet américain réalisé par James Stuart Blackton et sorti en 1905.

## Fiche technique
- Réalisation : James Stuart Blackton
- Scénario : Booth Tarkington, d'après son roman
- Durée : 5 minutes
- Date de sortie :  États-Unis : 23 décembre 1905

## Distribution
- Paul Panzer : Monsieur Beaucaire
- H. Kyrle Bellew
- Eleanor Robson Belmont
- James Stuart Blackton
- Paula Blackton